# ハイチの鉄道

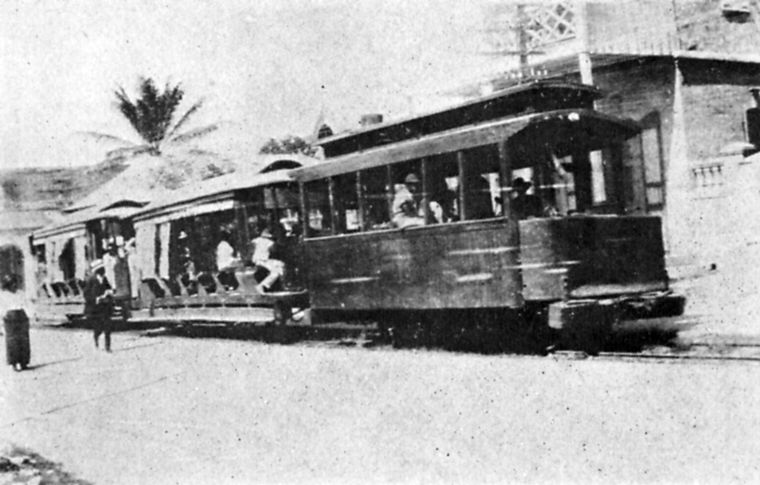
レオガン行き電車(1921年)

ハイチ共和国の鉄道は現在ほぼ全ての路線が休止中である。
隣接するドミニカ共和国とは鉄道で結ばれていない。

## 歴史
1876年から1970年代にかけて、ハイチ共和国には様々な路面電車および鉄道があった。
1897年〜1932年には、首都であるポルトープランス (Port-au-Prince) にて路面電車網が運行されていた。
ハイチ共和国の国有鉄道網は、いくつかの産業用路線に加え、ポルトープランス - レオガン (Léogâne) 間（延長36キロメートル）およびポルトープランス - マンヌヴィル (Manneville) 間（延長43キロメートル）の2つの鉄道路線から成っていた。線路幅は狭軌(1.067mm)が主力であった。